# 半田市立雁宿小学校
半田市立雁宿小学校（はんだしりつ かりやどしょうがっこう）は、愛知県半田市清城町1丁目にある公立小学校。
略称は「雁小（かりしょう）」。

## 概要

### 施設
- 校舎は北館、南館の2棟から成り、渡り廊下で南北の棟は結ばれている。いずれも鉄筋コンクリート3階建て。
- 校舎1階の図工室南側ベランダは屋外作業場になっており、大きな物を扱う工作や作業に便利である。
- 3階にある第2理科室は絨毯張りで簡易プラネタリウムの学習にも使用される。

### 学校行事
- 4月 入学式、離任式
- 5月 ふれあい運動会
- 7月 終業式
- 8月 野外活動(5年)
- 9月 始業式
- 10月 かりやど祭り - 学習成果の発表とふるさとづくりを目指した祭り。祭りは毎年秋に2日間かけて行われ、子供たちは伝承遊びや作品発表などを行う。2日目には校区内を手づくりの山車がパレードする。
- 10月 修学旅行(6年)
- 12月 修業式
- 1月 始業式
- 2月 6年生を送る会
- 3月 卒業式、修了式

## 沿革
- 1982年（昭和57年）- 半田市立半田小学校、半田市立岩滑小学校から分離し、半田市内で10番目の小学校として設立。
- 1985年（昭和60年）- 半田市立宮池小学校を分離する。
- 2013年（平成25年）- 校庭の一部が池の上にあったが、2013年に耐震補強のため改修工事が行われた。

## 学区
- 清水北町（名鉄河和線以西）、清水西町（名鉄河和線以西）、宮路町（名鉄河和線以西）、出口町1丁目、出口町2丁目（一部）、深谷町、枝山町、清城町、 雁宿町1丁目（一部）、雁宿町2・3丁目、星崎町、柊町1丁目、柊町2丁目（一部）、柊町3-5丁目、白山町4丁目（一部））岩滑西町2丁目（一部）、岩滑西町9丁目（一部）[1]

公立中学校の進学先は半田市立半田中学校である。

## 周辺施設
- 愛知県立半田高等学校
- 愛知県立半田農業高等学校
- 愛知県立半田工科高等学校
- 愛知県立半田商業高等学校
- 半田市立宮池小学校
- 半田市立岩滑小学校
- 半田市立宮池幼稚園
- 知多自動車学校
- 雁宿公園
- 半田市営半田球場
- 半田市福祉文化会館（雁宿ホール）
- 岡崎信用金庫半田支店
- 半田住吉郵便局
- 半田市土井山郵便局
- ピアゴ ラ フーズ コア半田清城店
- 名鉄河和線知多半田駅
- 名鉄河和線住吉駅

## 交通アクセス
鉄道
- 名鉄河和線住吉町駅下車、徒歩約12分。
- 名鉄河和線知多半田駅下車、徒歩約12分。
- JR東海武豊線半田駅下車、徒歩約18分。

バス
- 半田市公共交通バス「ごんくる（南吉バス）」乗車、「雁宿公園」バス停より徒歩約3分。